# セッロ・ドミナドル発電所
セッロ・ドミナドル発電所（セッロ ドミナドルはつでんしょ、スペイン語: Planta Solar Cerro Dominador）は、チリ共和国・アントファガスタ州トコピジャ県マリア・エレーナにある太陽光発電所と太陽熱発電所が併設された施設である。
2019年4月現在、太陽光発電所部分は稼働中ながら、太陽熱発電所部分は建設中である。

## 背景
セッロ・ドミナドル発電所は、チリ共和国の政策の一環として建設が進められてきた。チリは、よりクリーンなエネルギー源を用いてゆくことと、石炭や天然ガスなどの化石燃料を使用しない再生可能エネルギーを用いてゆくことを目標として掲げている。そして、チリは2025年までに、電力の20パーセントを、そのようなエネルギー源で供給しようとしている

。
セッロ・ドミナドル発電所が稼働すれば、毎年64万3千トンの二酸化炭素を大気中へ放出しなくて済むようになると見積もられている。また、チリ政府は、セッロ・ドミナドル発電所の建設や稼働後のメンテナンスなどによる雇用の創出も狙いの1つであり、地域経済の活性化にもつなげようとしている

。

## 歴史
セッロ・ドミナドル発電所の建設計画は、2013年にチリ政府から認可を受けた。なお、この際、セッロ・ドミナドル発電所の建設には10億ドルが必要であろうと見積もられた。そして、2014年5月にスペインのアベンゴア・ソラール社のチリ支社であるAbengoa Solar Chileによって建設が開始された

。
しかしながら、2015年8月29日に建設に関わっていた労働者達は、労働条件を巡ってストライキを始めた

。
そんな中、2015年11月に、資金繰りが悪化したアベンゴア・ソラール社の破産手続きが開始された

。
このようなこともあり、セッロ・ドミナドル発電所ではメンテナンス部門を除いて約1500人の労働者が解雇され、セッロ・ドミナドル発電所の建設は2016年1月まで滞った

。
ただ、この時、すでにセッロ・ドミナドル発電所の建設は、半分以上完了していた

。
2016年10月になって、EIG Global Energy Partners社がセッロ・ドミナドル発電所を単独で所有することになり、アベンゴア・ソラール社はセッロ・ドミナドル発電所への技術協力と建設を行うという形に落ち着いた

。
こうして2018年2月に、アベンゴア・ソラール社はセッロ・ドミナドル発電所の太陽光発電施設部分の建設を完了し、商業運転に入った

。
2018年5月に多数の企業から7億5800万ドルの追加融資が決定され、2018年5月にセッロ・ドミナドル発電所の太陽熱発電所部分の建設が再開された

。

## 予定
もし、このままセッロ・ドミナドル発電所の太陽熱発電所部分の建設が順調に進んだ場合、完成した際にはラテンアメリカにおいては最大規模の太陽熱発電所になる予定である

。

## 設備
セッロ・ドミナドル発電所は、太陽電池を用いた太陽光発電所と、タワー式の太陽熱発電所で構成されている。

### 太陽光発電所部分
太陽電池を用いて、100 MWの電力を産み出している

。

### 太陽熱発電所部分
溶融塩を用いた蓄熱装置を備えたタワー式の太陽熱発電所として建設が進められており、出力は110 MWになる予定である

。